# Tachina evoluta
Tachina evoluta là một loài ruồi trong họ Tachinidae.